# Sabine Wils

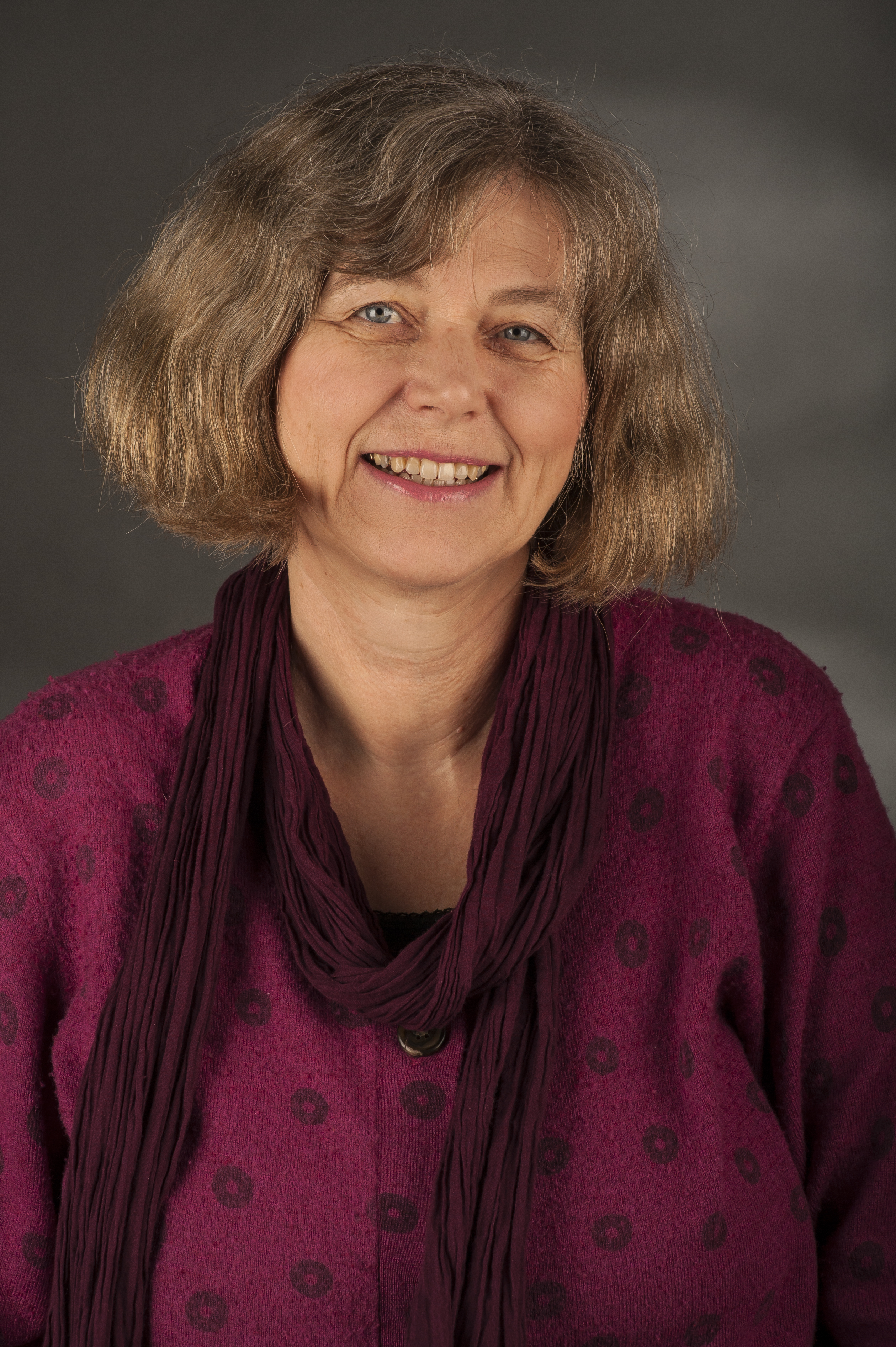
Sabine Wils, Straßburg 2014

Sabine Wils (* 31. Mai 1959 in Aachen; † 18. Juni 2023) war eine deutsche Politikerin (Die Linke). Von Juli 2009 bis Juni 2014 war sie Mitglied des Europaparlaments.

## Leben und Beruf
Sabine Wils wuchs in Aachen auf, wo sie 1977 auch ihr Abitur machte, darauf folgte 1978 bis 1980 die Ausbildung zur Hebamme in Hamburg. 1980 nahm sie ein Chemiestudium auf, das sie 1988 als Diplom-Chemikerin abschloss, dazu folgte sie nebenbei von 1980 bis 1985 der Tätigkeit als Hebamme im ehemaligen Landesbetrieb Krankenhäuser Hamburg. Anschließend arbeitete sie von 1989 bis 1997 bei der Umweltbehörde in Hamburg, ab 2004 in der dortigen Behörde für Stadtentwicklung und Umwelt. Von 1997 bis Juli 2009 war sie freigestellte Personalratsvorsitzende.
Sabine Wils war verheiratet und hatte drei Kinder.

## Politik
Ab 1979 war Wils aktives Mitglied der ÖTV (heute: Verdi, Fachbereich Bund, Länder und Gemeinden in Hamburg). Von 1980 bis 1989 war sie Mitglied in der DKP und zeitweise in der SDAJ und im MSB Spartakus. Sie gehörte ab 1999 der PDS an und war später Mitglied der Partei Die Linke. Wils war eine von acht Bundessprechern der Arbeitsgemeinschaft „Betrieb und Gewerkschaft“ innerhalb der Partei. Sie war Mitbegründerin und Mitglied des europäischen Netzwerkes der Gewerkschafterinnen und Gewerkschafter in und bei der Europäischen Linken (EL) und Mitglied des Parteivorstands der Partei. Von Juni 2014 bis Juni 2016 war Sabine Wils Landessprecherin der Linken in Hamburg.
Bei der Europawahl 2009, bei der die Linke acht Mandate erringen konnte, kandidierte Wils auf Platz 2 der Parteiliste hinter dem Vorsitzenden Lothar Bisky. Von Juli 2009 bis Juni 2014 gehörte Wils dem Europäischen Parlament an und war dort Vollmitglied im Ausschuss für Umweltfragen, Volksgesundheit und Lebensmittelsicherheit, stellvertretendes Mitglied im Ausschuss für Verkehr und Fremdenverkehr und Mitglied in der Delegation für die Beziehungen zu der Schweiz, Island und Norwegen sowie zum Gemischten Parlamentarischen Ausschuss Europäischer Wirtschaftsraum (EWR).
Am 14. September 2010 wurde Wils als Sprecherin der Europadelegation der Linkspartei abgewählt. Vorausgegangen war ein parteiinterner Streit. Ihr wurde vorgeworfen, „unsubstantiierte Vorwürfe gegen andere Mitglieder der Delegation“ in der Partei verbreitet zu haben. Gabi Zimmer und Thomas Händel wurden zu gleichberechtigten Nachfolgern bestimmt. Außerdem gab es Vorwürfe wegen ihrer Tätigkeit im kommunalen Personalrat.